# Peter Hinrich Tesdorpf (Kaufmann, 1751)

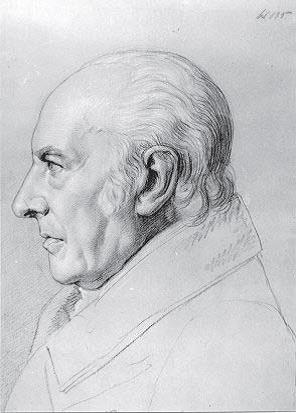
Peter Hinrich Tesdorpf, Porträtzeichnung von Rudolph Suhrlandt, um 1821

Peter Hinrich Tesdorpf (* 21. Juni 1751 in Lübeck; † 6. Mai 1832 ebenda) war ein deutscher Kaufmann und Bürgermeister der Hansestadt Lübeck.

## Leben
Peter Hinrich Tesdorpf war der einzige Sohn des  gleichnamigen Kaufmanns und dessen Ehefrau Elisabeth Dorothea Benser (* 12. August 1720 in Lübeck; † 27. Juni 1751 ebenda). Der Großvater mütterlicherseits war der Lübecker Kaufmann Hinrich Benser.
Tesdorpf wurde von seinem Vater, der ebenfalls den Traditionsnamen Peter Hinrich der um 1678 von Peter Hinrich Tesdorpf für Lübeck begründeten Weinhändler-Familie trug, teilweise in Frankreich, in einer Eliteschule des französischen Adels in Vincennes bei Paris, erzogen. Nach ausgedehnten Bildungsreisen, darunter 1779 nach London, war er zunächst in Hamburg tätig und kam erst nach dem Tode seines Vaters nach Lübeck zurück. Er wurde als Kaufmann Mitglied der Kaufleutekompanie. Tesdorpf erwarb 1779 das Haus Königstraße 11, das heutige Behnhaus, und machte es zu einem gesellschaftlichen Mittelpunkt Lübecks seiner Zeit.
Der begeisterte Frankreich-Freund und erfolgreiche Kaufmann zog 1787 nach Paris um, kehrte jedoch wegen der Revolution bereits 1789 nach Lübeck zurück. 1798 wurde er in den Rat der Stadt gewählt. Nach 1802 übertrug Tesdorpf dem dänischen Innenarchitekten Joseph Christian Lillie die Neugestaltung der Innenräume seines Wohnhauses. Ungünstige Geschäfte zwangen ihn 1805 das Behnhaus an den Ratsherrn Mattheus Rodde zu verkaufen.
In der Lübecker Franzosenzeit wurde er 1811 Mitglied des Munizipalrates und 1812 Steuereinnehmer einer Verbrauchssteuer. 1813 wieder Ratsherr wurde er erst 1827 zum Bürgermeister erwählt.